# فرودگاه صحرایی ارتشی امد
فرودگاه صحرایی ارتشی امد (به انگلیسی: Amedee Army Airfield) یک فرودگاه نظامی با کد یاتا AHC است که یک باند فرود آسفالت دارد و طول باند آن ۳۰۴۸ متر است. این فرودگاه در کشور ایالات متحده آمریکا قرار دارد و در ارتفاع ۱۲۲۳ متری از سطح دریا واقع شده است.